# Каддафи, Мухаммад
Мухаммад Каддафи (араб. محمد القذافي‎; род. 15 марта 1970, Триполи, Ливия) — старший сын лидера Ливии Муаммара Каддафи и его единственный ребёнок от первого брака с Фатихой аль-Нури. Считался возможным преемником отца.
Он был председателем Генеральной компании почт и телекоммуникаций Ливии, в том числе и мобильный оператор «Libyana», которая управляет и связью в стране. Компания является основным интернет-провайдером страны.
В период 1997—2011 годов возглавлял Олимпийский комитет Ливии.

## Война
21 августа 2011 года было сообщено, что Мухаммад был захвачен силами ПНС в своем доме в Триполи. Информацию распространила «Аль-Джазира». 22 августа при помощи сторонников режима Каддафи, Мухаммад бежал.
29 августа 2011 года он вместе с мачехой, сводной сестрой, сводным братом, его супругой и прочими членами семьи бежал в Алжир. В октябре 2012 года переехал в Оман, получив там политическое убежище.